# Cessna CR-3
Cessna CR-3 — американский гоночный самолет компании «Cessna».

## История
Cessna CR-3 разработан на базе Cessna CR-2, который участвовал в гонках National Air Races в 1932 году. Однако был больше по размерам, чем его предшественник.
Самолет был сделан по заказу воздушного гонщика Джонни Ливингстона, который на другом самолете соревновался в том числе и против Cessna CR-2 в 1932 году на гонках National Air Races.

## Конструкция
CR-3 представлял собой гоночный самолет-высокоплан с радиальным двигателем и хвостовым тяговым механизмом, с убирающимся шасси с ручным управлением. Поверхность хвостового оперения проектировалась нейтральной, без прижимной силы в полете. 

## Участие в гонках
Самолет CR-3, начав участвовать в гонках, был в лидерах в течение 61 дня, выиграв все соревнования, в которых участвовал:
- Omaha Air Races, 17 июня 1933 года. Первое место[2].

- Minneapolis Air Races, 24 июня 1933 года: Первое место.

- Американские воздушные гонки в Чикаго, 1 июля 1933 года: CR-3 впервые участвовал в этих гонках против Cessna CR-2. CR-3 выиграл Трофей Бэби Рут на скорости 324,35 км/ч[3]. Он также установил мировой рекорд скорости для самолетов с двигателями объемом менее 8,2 литра на скорости 382,3 км/час.

- Гонка Aero Digest Trophy , 4 июля 1933 года: Первое место.

По пути на авиашоу в августе 1933 года CR-3 потерпел аварию, в результате чего разрушился. Пилот Ливингстон выжил, выпрыгнув с парашютом.

## Технические характеристики
Данные Sport Aviation:

### Общие характеристики
- Длина: 17 футов (5,2 м)
- Размах крыльев: 5,61 м (18 футов 5 дюймов)
- Высота: 4 фута 6 дюймов (1,37 м)
- Пустой вес: 750 фунтов (340 кг)
- Силовая установка: 1 × Warner Super Scarab Radial, 145 л.с. (108 кВт)

### Летные характеристики
- Максимальная скорость: 222 узлов (255 миль / ч, 410 км / ч) продемонстрировано
- Скорость сваливания: 56 узлов (65 миль / ч, 105 км / ч)